# Andrew Howard
Andrew Howard (Cardiff, 12 juni 1969) is een Welsh acteur, filmproducent en scenarioschrijver.

## Filmografie

### Films
Uitgezonderd korte films.
- 2025 The Accountant 2 - als Batu
- 2024 Hard Home - als ??
- 2023 Mudbrick - als Jakov
- 2020 Songbird - als Reg
- 2020 The American King - als Dimitri
- 2020 Tenet - als Stephen
- 2019 Anna - als Oleg
- 2018 Truth or Dare - als Randall Himoff
- 2017 CHiPs - als Arnaud
- 2016 True Memoirs of an International Assassin - als Anton Masovich
- 2016 Crow - als Harley
- 2014 Taken 3 - als Maxim
- 2014 Bipolar - als dr. Lanyon
- 2014 Squatters – als Ronald
- 2014 Under Milk Wood - als stem
- 2014 The After - als McCormick
- 2012 MoniKa – als Eli
- 2012 Junkie – als vader
- 2012 Girls Against Boys – als Terry
- 2011 Isle of Dogs – als Darius
- 2011 The Hangover Part II – als Nikolai
- 2011 Limitless – als Gennady
- 2010 I Spit on Your Grave – als sheriff Storch
- 2010 Pig – als De Man
- 2010 Luster – als Thomas Luster
- 2009 Hellhounds – als Andronikus
- 2009 Transformers: Revenge of the Fallen – als speciaal agent
- 2009 Blood River – als Joseph
- 2008 Love Me Still – als Mickey Ronson
- 2007 The Devil's Chair – als Nick West
- 2007 Cassandra's Dream – als Jerry
- 2007 Suspect – als Stella
- 2006 The Last Drop – als kapitein Edward Banks
- 2005 Revolver – als Billy
- 2005 Heights – als Ian
- 2004 One Perfect Day – als Hector Lee
- 2003 The Lion in Winter – als Richard
- 2003 Hearts of Gold – als Alun Price
- 2002 Below – als Hoag
- 2002 Moonlight – als bendeleider
- 2002 Outside the Rules – als Mo Albertini
- 2002 Shooters – als J
- 2001 Mr In-Between – als Jon
- 2000 Rancid Aluminium – als Trevor
- 1999 The Cherry Orchard – als Trofimov
- 1999 Shades – als Dylan Cole

### Televisieseries
Uitgezonderd eenmalige gastrollen.
- 2023-2024 Echo - als Zane - 3 afl.
- 2021 Mayor of Kingstown - als Duke - 5 afl.
- 2020 Perry Mason - als rechercheur Ennis - 8 afl.
- 2019 Watchmen - als Red Scare - 7 afl.
- 2018-2019 The Outpost - als Marshal Cedric Wythers - 13 afl.
- 2019 The Oath - als Kraley - 5 afl.
- 2014-2016 Hell on Wheels - als Dandy Johnny Shea - 7 afl.
- 2015-2016 Bates Motel - als Will Decody - 8 afl.
- 2015 Agent X - als Nicolas Volker - 8 afl.
- 2015 Agents of S.H.I.E.L.D. - als Luther Banks - 6 afl.
- 2015 The Lizzie Borden Chronicles - als William Borden - 2 afl.
- 2013 Copper – als Mr O'Rourke – 3 afl.
- 2012-2013 NCIS: Los Angeles – als Dmitri Greshnev – 2 afl.
- 2012 Hatfields & McCoys – als Frank Phillips – 3 afl.
- 2011 Burn Notice – als Tavian Korzha – 3 afl.
- 2008 Lucky Chance – als Bazza - ? afl.
- 2001 Band of Brothers – als kapitein Clarence Hester – 2 afl.
- 1997 Y – als Frank - ? afl.

### Filmproducent
- 2015 Unbelief – korte film
- 2012 Junkie – film
- 2010 Pig – film

### Scenarioschrijver
- 2010 Pig – film
- 2002 Shooters – film

- Biblioteca Nacional de España: XX4938788
- Gemeinsame Normdatei: 1029076030
- International Standard Name Identifier: 0000 0001 1644 5790
- Library of Congress Control Number: no2008078968
- MusicBrainz: 34f3033f-d569-40f5-a647-6e67a8ab3804
- Nationale Bibliotheek van Tsjechië: xx0176584
- Système universitaire de documentation: 249676214
- Trove: 531124
- Virtual International Authority File: 53960218
- WorldCat: E39PBJd3KCX6mv6d9MVWB734v3